# António Damásio
Pour les articles homonymes, voir Damasio.
António Rosa Damásio, plus connu comme Antonio Damasio, né le 25 février 1944 à Lisbonne (Portugal), est un médecin, professeur de neurologie, neurosciences et psychologie luso-américain.

## Fonctions
Après avoir obtenu son doctorat en médecine en 1969 à la faculté de médecine de l'Université de Lisbonne, Antonio Damasio se spécialise en neurologie, fonde en janvier 1971 avec sa femme Hanna le « Centro de Estudos de Linguagem Egas Moniz », et obtient un doctorat ès Sciences en 1974. En 1975 le couple quitte le Portugal pour rejoindre Norman Geschwind à Harvard et y mener ses premières recherches en neurosciences. Antonio Damasio devient enseignant-chercheur au Centre de recherche sur l'aphasie à Boston puis rejoint le Département de neurologie de l'Université de l'Iowa qu'il dirige de 1976 à 1995.
Il est le directeur de l'Institut pour l'étude neurologique de l'émotion et de la créativité de l'université de la Californie méridionale (University of Southern California) depuis 2005,.
Il est également professeur adjoint au Salk Institute d'études de La Jolla et écrivain.

## Travaux et recherches
Les travaux d'Antonio Damasio portent sur l'étude des bases neuronales de la cognition, du comportement (neurologie comportementale) et de la conscience. Ils mettent en avant notamment l'importance des émotions et des sentiments dans les processus cognitifs.
Parmi ses principales découvertes, on notera :
- la mise en évidence des activations des trajets corticaux et sous-corticaux dans la reconnaissance des visages et des objets ;
- l'identification de sites neuronaux impliqués dans le processus des émotions ;
- la théorie des marqueurs somatiques, démonstration que les émotions sont impliquées dans la prise de décision[6] ;
- l'identification de régions limbiques et du tronc cérébral suspectées de jouer un rôle dans la maladie d'Alzheimer ;
- une théorie des mécanismes neuronaux de la mémorisation et de la remémoration, fondée sur le concept de zone de convergence-divergence (ZCD) [8],[6]

Plusieurs de ses ouvrages tels L'Erreur de Descartes (1995) sont devenus des succès de librairie.

### L'Autre Moi-Même
L’autre Moi-Même : les nouvelles cartes de la conscience et des émotions (traduit de l’anglais par Jean-Luc Fidel), est un essai publié en 2012 chez Odile Jacob.  Damasio y traite de l’émergence de la conscience. Sa thèse est que le concept de « soi » est la clef de la compréhension de la conscience et que certaines émotions fondamentales sont à la base de la construction de ce qu'il appelle le « protosoi » et le « soi-noyau ». Cet ouvrage a reçu le prix du livre international Corine.

#### Le protosoi
Le corps est au fondement de l’esprit conscient. En effet, la stabilité du fonctionnement biologique s’accompagne de cartes cérébrales et d’images mentales du corps, qui forment le protosoi. Il est en permanence lié au corps par une boucle de résonance. Cela le différencie des autres images mentales issues des sens externes. 
Produits du protosoi et originaires du tronc cérébral, les sentiments primordiaux reflètent l’état du corps par le plaisir et la douleur, et se déclinent ensuite dans les différents sentiments émotionnels. Les images mentales plus complexes ne relevant pas du sentiment n’existent que parce qu’elles sont couplées avec des sentiments.

#### Le soi-noyau
L’esprit conscient s’enracine donc dans la sensibilité de bas niveau produite par le tronc cérébral. Même si Damasio contredit sur ce point certains avis scientifiques actuels, il confirme qu’en revanche, la complexité des cartes du cortex cérébral est bien plus importante et que c’est bien elle qui produit le soi-noyau sur la base du protosoi. Le soi-noyau porte sur la relation entre un organisme et les objets extérieurs. Cette relation inclut des sentiments primordiaux impliquant le protosoi.

#### Le soi autobiographique
Le soi autobiographique émerge alors de l’agrégation des multiples images du soi-noyau. On peut regrouper le protosoi et le soi-noyau dans le « moi matériel » de William James. Le soi autobiographique forme le « moi social » et le « moi spirituel », observables par l’introspection ou sur les actions d’autrui. Les sites cérébraux, dont la zone du thalamus dans le tronc cérébral, sont activés de concert pour produire le soi, qui prend ensuite le rôle du chef d’orchestre.
L’émergence simultanée d’une image d’objet et d’une image dans le protosoi modifiée par l’objet suffit à faire apparaître un soi-noyau simple. Si les images d’objet sont nombreuses, une coordination est nécessaire, mais cette coordination n’est pas localisée dans un site particulier du cortex cérébral, elle est produite par l’ensemble des aires activées.

#### L'homéostasie et la valeur biologique
La conscience contribue à gérer et préserver la vie, mais n’est pas nécessaire pour cela. Des organismes sans soi le font également, guidés par la récompense et la punition qui incarne le concept de valeur biologique. Les unicellulaires, déjà, possèdent des dispositifs homéostatiques.
À un niveau élevé, on retrouve la notion d’homéostasie et de valeur biologique dans l’espace socio-culturel des animaux évolués et des humains. En témoignent l’accroissement de la tolérance et la diminution des violences observés dans l’histoire humaine. L’homéostasie biologique de base et l’homéostasie socio-culturelle interagissent, ce qu'on appelle l'anthropologie depuis près d'un siècle, l'individu étant biologique, sociologique et psychologique. 
L’esprit conscient est donc le résultat d’une évolution qui obéit au principe de préservation et d’amélioration de la valeur biologique, en liaison avec des mécanismes anciens et non conscient déjà présents au niveau cellulaire.

### Spinoza avait raison
Dans Spinoza avait raison (2003), Damasio présente une synthèse encore plus achevée de ses propres travaux et hypothèses. Tout en faisant référence aux découvertes neuroscientifiques les plus récentes, le neuropsychologue américain établit un lien avec la philosophie de Spinoza quand elle fait des émotions et des sentiments un moyen de nourrir la vie. 

### L'Ordre étrange des choses
Dans L'Ordre étrange des choses: la vie, les sentiments et la fabrique de la culture (2017), Damasio explique avoir été influencé par une vision mathématique de l'activité des neurones au début de sa carrière. Aujourd'hui, le chercheur propose l'homéostasie du vivant comme un processus thermodynamique. L'Ordre étrange des choses est un livre qui traite des origines biologiques des cultures humaines, la biologie étant comprise comme instrument d'exploration, ne réduisant pas la culture à la biologie. 

### Sentir et savoir
Dans son livre Sentir et savoir : une nouvelle théorie de la conscience (2021), Damasio fait une synthèse de son approche sur la conscience. Dès l’apparition du vivant sur terre, les organismes ont pu survivre grâce à leur capacité de sentir leur environnement. La conscience n'est apparue que bien plus tard, un processus biologique associé à de nombreux événements mentaux. Pour Damasio, c'est une « expérience mentale englobante d’un organisme vivant plongé, à chaque instant, dans l’acte d’appréhender le monde à l’intérieur de lui-même, et le monde qui l’entoure ».

## Autres
Il a participé aux conférences du Mind and Life Institute, qui a pour but de promouvoir un dialogue entre la science et le bouddhisme. 
Il est marié à la scientifique Hanna Damasio avec qui il a coécrit plusieurs ouvrages.

## Critiques
Denis Kambouchner, dans son livre Descartes n'a pas dit, critique la lecture qu'il juge extrêmement hâtive et erronée que Damasio fait de Descartes dans son livre L'Erreur de Descartes, et s'attache à démontrer que Damasio n'a au fond rien lu sérieusement du philosophe français et qu'il ne s'appuie que sur de vagues on-dit circulant sur le compte de celui-ci.
Pascal Sévérac, dans Le questionnement d'un philosophe, compare l'approche de Damasio dans L’autre Moi-même et l'approche de Spinoza : « l’idée fondamentale de A. Damasio est que l’esprit est l’idée du corps, ce qui est la définition de Spinoza. » Mais ensuite, pour Damasio, l'esprit et la conscience ne seraient que « du cerveau », donc matériels, alors que pour Spinoza ils sont immatériels. Dans un entretien avec Pascal Sévérac, Damasio répond a cette observation en précisant que son approche, même si elle est biologique, n'appréhende pas la conscience comme une approche réductionniste matérialiste.

## Publications

### Essais
- L'Erreur de Descartes : la raison des émotions, Paris, Odile Jacob, 1995, 368 p. (ISBN 978-2-7381-0303-1, BNF 35772573).

- Le Sentiment même de soi : corps, émotions, conscience, Paris, Odile Jacob, 1999, 380 p. (ISBN 2738107389).

- Le 14e Dalaï Lama, Le Pouvoir de l'esprit - Entretiens avec des scientifiques, Paris, Fayard, 2000, 256 p. (ISBN 221360715X).

- Spinoza avait raison : joie et tristesse, le cerveau des émotions, Paris, Odile Jacob, 2003, 346 p. (ISBN 978-2-7381-1264-4, BNF 39001298).

- L'autre moi-même : les nouvelles cartes du cerveau, de la conscience et des émotions, Paris, Odile Jacob, 2010, 416 p. (ISBN 2738119409).
- L'Ordre étrange des choses : la vie, les émotions et la fabrique de la culture, Paris, Odile Jacob, 2017, 392 p. (ISBN 978-2-7381-3608-4, BNF 45403204).
- Sentir et savoir : une nouvelle théorie de la conscience, Paris, Odile Jacob, mai 2021, 226 p. (ISBN 978-2738154606).

### Articles
- « L'ordre étrange des choses », La Recherche,‎ décembre 2017, p. 83 à 86extraits du livre et interview recueillie par V.G.

## Prix et distinctions
- Membre de l'Académie européenne des sciences et des arts[19]
- Prix Pessoa (partagé avec Hanna Damasio), 1992
- Golden Brain Award (Berkeley), 1995
- Grand officier de l'ordre de Sant'Iago de l'Épée (Portugal), 1995
- Prix Plasticité neuronale, Ipsen Foundation, 1997
- Prix Reenpää, (Finlande), 2000
- Nommé « Highly Cited Researcher » en neurosciences par le Institute for Scientific Information, 2002
- Prix Nonino, 2003
- Prix Signoret de neurosciences cognitives (partagé avec Hanna Damasio), 2004
- Prix Prince des Asturies, catégorie « Recherche scientifique et technique », 2005
- Prix Richard Wollheim (Londres), 2009